# Benjamin Limo
Benjamin Kipkoech Limo (født 23. august 1974 i Chepkongony, Kenya) er en kenyansk atletikudøver (langdistanceløber), der blev verdensmester i 5000 meter løb ved VM i Helsingfors i 2005. Han vandt desuden sølv på samme distance ved VM i Sevilla i 1999.
Benjamin Limo er ikke i familie med en anden kenyansk 5000 meter-verdensmester, Richard Limo.